# ГЕС Ямасато 1, 2
ГЕС Ямасато 1, 2 (яп. 山郷発電所, Ямасато хацуденшьо, Гепберн: Yamasato hatsudensho) — гідроелектростанція в Японії на острові Хонсю. Знаходячись між ГЕС Шінго 1, 2 (вище по течії) та ГЕС Камінодзірі 1, 2, входить до складу каскаду на річці Агано, яка впадає до  Японського моря у місті Ніїгата.
В межах проекту річку перекрили бетонною гравітаційною греблею висотою 23 метра та довжиною 212 метрів, яка потребувала 67 тис. м3 матеріалу. Вона утримує водосховище з площею поверхні 0,86 км2 та об'ємом 7,6 млн м3 (корисний об'єм 2,2 млн м3).
Введений в експлуатацію у 1943 році перший машинний зал розташовується праворуч від греблі. Він обладнаний трьома турбінами типу Каплан загальною потужністю 48,4 МВт (номінальна потужність черги рахується як 45,9 МВт), які використовують напір у 15,5 метра.
В 1992 році так само на правобережжі став до ладу другий машинний зал з однією турбіною типу Каплан потужністю 23,7 МВт (номінальна потужність черги рахується як 22,9 МВт), розрахованою на використання напору у 15,9 метра. Вода до цього залу подається по водоводу довжиною 105 метрів зі спадаючим діаметром від 11 до 8,5 метра.